# آتور اسکی
آتور اسکی (انگلیسی: Arthur Askey؛ ۶ ژوئن ۱۹۰۰ – ۱۶ نوامبر ۱۹۸۲) بازیگر و کمدین اهل انگلستان بود.